# Madame Matisse
Madame Matisse, anche conosciuto come Ritratto con la riga verde, è un dipinto di Henri Matisse a olio su tela (40,5 x 32,5 cm), quest'opera fu realizzata nel 1905.

## Descrizione
Questo dipinto è un ritratto della moglie dell'artista. I colori sono innaturali ma comunque funzionali, conferendo rilievo e tridimensionalità e creando nette divisioni nei passaggi dal chiaro allo scuro. Il nome "ritratto con la riga verde" deriva dall'audace riga giallo-verde che, sotto il casco dei capelli blu, separa, nel volto intenso e fermo, la zona in ombra dalla zona in luce. Evidente è lo studio del giapponismo ed il primitivismo ripreso da vari artisti diversi, come ad esempio, Paul Gauguin. Oggi l'opera è conservata allo Statens Museum for Kunst di Copenaghen. Quest'opera è firmata "Henri Matisse".